# František Vaníček
František Vaníček (* 23. prosince 1969 Ústí nad Orlicí) je český varhaník a prorektor Univerzity Hradec Králové.
Studoval Konzervatoř v Pardubicích (prof. Josef Rafaja) a Akademii múzických umění v Praze (prof. Jan Hora). Vzdělání si dále rozšířil na Akademii umění v Utrechtu. Za své umění získal celou řadu cen a ocenění. Věnuje se především koncertní činnosti. Vystupuje na sólových varhanních koncertech po celém světě (festivaly a koncerty v téměř všech zemích Evropy, USA, Austrálii, Japonsku, Singapouru atd.). Vedle toho natočil řadu CD.
Od roku 1995 vyučuje hře na varhany na Univerzitě Hradec Králové. V roce 2012 získal titul docent v oboru hra na varhany, v roce 2022 titul profesor v oboru Hudební umění - varhany.
17. února 2016 byl zvolen děkanem Pedagogické fakulty Univerzity Hradec Králové. Jeho funkční období započalo 10. června 2016. V lednu 2020 byl AS PdF UHK opětovně zvolen děkanem i oro druhé funkční období, které trvalo do června 2024. Od 1. července 2024 byl jmenován prorektorem UHK pro studium, kvalitu a uměleckou činnost.
V roce 1989 založil Mezinárodní hudební festival – Letohrad a stále je jeho uměleckým ředitelem a managerem.